# Perroy (Vaud)
Perroy é uma comuna da Suíça, situada no distrito de Nyon, no cantão de Vaud. Tem 2,89 km² de área e sua população em 2018 foi estimada em 1.536 habitantes.